# Aston Martin F1
Az Aston Martin egy brit autógyártó, amely különféle formákban vett részt a Formula–1-ben. A vállalat először az 1959-es szezonban vett részt, ahol saját motorral debütáltak a DBR4 modelljével. Mivel nem sikerült eredményeket szerezniük, így 1960-ban kiszálltak a sorozatból.
2021-ben tértek vissza az F1-be, a Racing Point F1 Team jogutódjaként.

## Történelem

### David Brown Corporation (1959–1960)
Az Aston Martin először a DBR4-el, az első nyitott kerekű versenyautójával lépett be a Forma–1-be. A DBR4-et először 1957-ben építették és tesztelték, de csak 1959-ben debütált a Forma–1-ben. Ezt a késést az okozta, hogy a vállalat a DBR1-es sportautó fejlesztését helyezte előtérbe, amely végül megnyerte az 1959-es 24 órás Le Mans-i versenyt. A DBR4 világbajnoki debütálására a holland nagydíjon már elavulttá vált, és küzdött a tempóért versenytársaival szemben, Carroll Shelby és Roy Salvadori pedig a 10., illetve a 13. helyen végzett a 15-ből. Salvadori a korai körökben motorhiba miatt kiállt a versenyből, és Shelby autója is ugyanerre a sorsra jutott a verseny későbbi szakaszában.
A csapat következő nevezése a brit nagydíjon érkezett, ahol Salvadori meglepett a kvalifikációval a 2. helyen. A verseny elején Shelby egyik gyújtásmágnese meghibásodott, ami rontott autója tempójában. A második elektromágnes a verseny végén meghibásodott, ami miatt feladta a versenyt. Salvadori csak a 6. helyet tudta megtartani, kevéssel a pontszerzéstől. A portugál nagydíjon mindkét autó elkerülte a problémákat, és a 6. és a 8. helyen végzett, de még mindig nem szereztek pontot. Az Aston Martin a szezon utolsó nevezése az olasz nagydíj volt, ahol mindkét autó tovább küzdött, és csak a 17. és a 19. helyen végzett. A verseny során Salvadori egészen a 7. helyen futott, mielőtt motorhibát szenvedett, míg Shelby a 10. helyen ért célba. Az autó jelentősen elavult volt a riválisaitól, és nem szerzett pontot.
Az Aston Martin megépítette a DBR5-öt, hogy versenyezzen az 1960-as szezonban. A DBR5 az elődjén alapult, de könnyebb volt, és független felfüggesztéssel rendelkezett. Azonban az autó elöl nehéz motorral rendelkezett, és rendszeresen felülmúlták a hétköznapibb hátsó motoros autókat. A csapat idénybeli első nevezése a holland nagydíjon érkezett, de a DBR5 még nem állt készen a versenyre. Ennek eredményeként csak Salvadori indult a versenyen, a tartalék DBR4-gyel. Csak a 18. helyet szerezhette meg. Annak ellenére, hogy engedélyezték neki a versenyt, az Aston Martinnak azt mondták a versenyszervezők, hogy nem fizetnek. A csapat ezért nem volt hajlandó elindulni a versenyen. A DBR5-ösök készen álltak a csapat következő versenyére Nagy-Britanniában, amelyen Salvadori és Maurice Trintignant is részt vett. Salvadori kormányproblémákkal vonult vissza, Trintignant pedig csak a 11. helyen tudott célba érni, öt körrel lemaradva az éllovastól.
A gyenge eredmények sorozatát követően, amikor a csapat egyetlen bajnoki pontot sem szerzett, az Aston Martin a brit nagydíj után teljesen felhagyott a Forma–1-gyel.

### Az Aston Martin a Formula–1-ben, mint szponzor (2008, 2010, 2016–2020)
2006-ban David Richards, aki az Aston Martint birtokló konzorciumot vezeti, és technológiai cége, a Prodrive helyet kapott a 2008-as Forma–1-es világbajnokság potenciális résztvevőjeként. Az Aston Martin F1-es visszatérésével kapcsolatos találgatások után Richards világossá tette, hogy az Aston Martinnak hosszú utat kell megtennie, amíg készen áll egy F1-es csapatra. Úgy vélte, hogy a versenyképességhez az az út, ha egy meglévő csapattal partnerek vagyunk, nem pedig új csapatot hoz létre az Aston Martinnal és a Prodrive-val. 2009-ben Richards ismét bejelentette, hogy 2010-ben visszatér a Forma–1-be az Aston Martin név használatának lehetőségével, azonban ez nem valósult meg. 2016 és 2020 között az Aston Martin a Red Bull Racing szponzoraként, 2018 és 2020 között pedig a csapat címszponzoraként működött.

### Aston Martin Formula One Team (2021–)

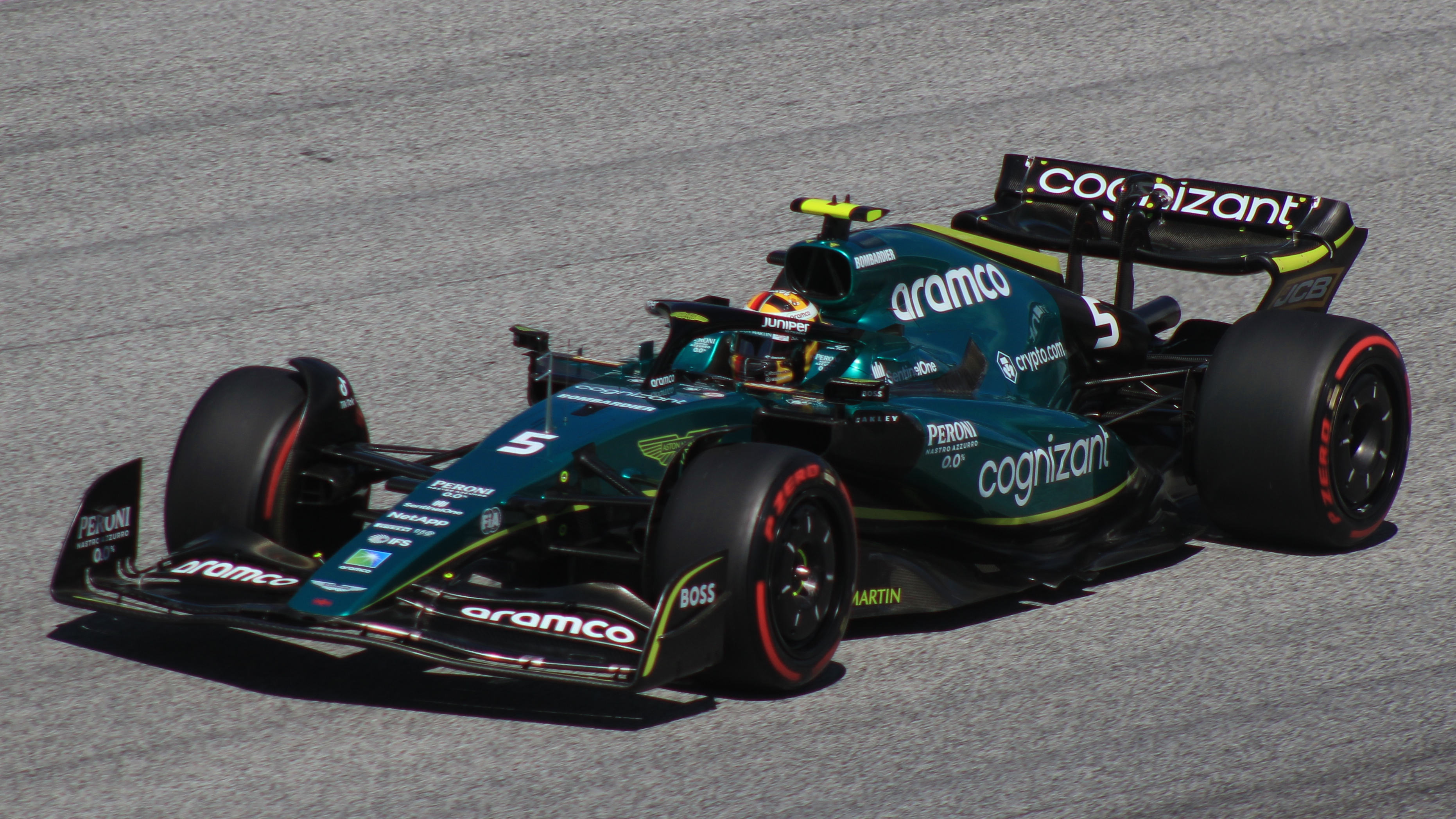
Sebastian Vettel az osztrák nagydíjon.

2020 januárjában a Racing Point tulajdonosának, Lawrence Strollnak az Aston Martinba történő finanszírozási befektetése során 16,7 százalékos részesedést szerzett a cégben. Ennek eredményeként az Aston Martin névadó szponzorként jelent meg a csapatban. A csapat a Mercedes motorjait használja, a két versenyző, a négyszeres világbajnok Sebastian Vettel, és Lance Stroll, a csapatfőnök Otmar Szafnauer a 2021-es szezonban. A csapat főszponzora a Cognizant lett. Az Aston Martin egy új, 37 000 négyzetméteres gyárral rendelkezik, amely 2023-ig üzemel majd a silverstone-i bázisán. A gyár három, egymással összefüggő épületből áll, és egy 30 hektáros területen található, közvetlenül a Silverstone-i pályával szemben. A három egységből álló gyár első épülete a csapat tervező, gyártó és marketing személyzetének otthont adó főépületként szolgál majd. A második épületben lesz az új szélcsatorna, míg a harmadik épületben az eredeti gyárhelyiséget alakítják át és helyezik át a személyzet kényelmét szolgáló központi csomópontként, és logisztikai központként is szolgál majd. A harmadik épületben a csapat wellness-központja, előadóterme, szimulátora és örökségvédelmi létesítménye kapott helyet. Az Aston Martin a hatodik különböző konstruktőr, aki 1991 óta működik a silverstone-i bázison. Vettel megszerezte az Aston Martin első dobogós helyét azzal, hogy második lett az azeri nagydíjon. A német ismét második lett a magyar nagydíjon, de üzemanyagminta-probléma miatt diszkvalifikálták. 2021 júniusában Otmar Szafnauer csapatfőnök megerősítette, hogy a csapat létszáma 535-ről 800 főre bővül. 2021 szeptemberében az Aston Martin megerősítette, hogy 2022-ben változatlan versenyzői felállással fognak versenyezni. 2022 januárjában Otmar Szafnauer csapatfőnök távozott, miután 12 évet töltött a csapatnál. Mike Krack, aki korábban a BMW és a Porsche motorsport csapatainál dolgozott, ugyanabban a hónapban lett a helyettese. 2022 februárjában az Aramcót a csapat közös címszponzorává nyilvánították, miután hosszú távú partnerségi megállapodást kötöttek. A csapatnak nem sikerültek a fejlesztések ebben az évben, küszködött mindkettő pilóta. Sebastian Vettel 2022 végén befejezte Formula–1-es karrierjét, helyét Fernando Alonso vette át 2023-tól.
A 2023-as szezon elején a bahreini tesztnapokon Fernando Alonso nagyon jól teljesített. Az év első időmérőjén, Bahreinben az ötödik helyre kvalifikálta magát, míg a másnapi versenyen a Red Bull 2 pilótája, Max Verstappen és Sergio Perez mögött a harmadik helyen végzett. Csapattársa, Lance Stroll a hatodik helyen ért célba.

## Eredmények a Formula–1-ben
| Év                                                                           | Kasztni | Motor                               | Gumi | Versenyzők          | 1   | 2   | 3   | 4   | 5   | 6   | 7   | 8   | 9   | 10  | 11  | 12  | 13  | 14  | 15  | 16  | 17  | 18  | 19  | 20  | 21  | 22  | Helyezés | Helyezés |
| ---------------------------------------------------------------------------- | ------- | ----------------------------------- | ---- | ------------------- | --- | --- | --- | --- | --- | --- | --- | --- | --- | --- | --- | --- | --- | --- | --- | --- | --- | --- | --- | --- | --- | --- | -------- | -------- |
| 1959                                                                         | DBR4    | Aston Martin RB6 2.5 L6             | A D  |                     | MON | 500 | NED | FRA | GBR | GER | POR | ITA | USA |     |     |     |     |     |     |     |     |     |     |     |     |     | 0        | –        |
| 1959                                                                         | DBR4    | Aston Martin RB6 2.5 L6             | A D  | Roy Salvadori       | 6   |     | ki  | ki  | 6   |     | 6   | ki  | ki  |     |     |     |     |     |     |     |     |     |     |     |     |     | 0        | –        |
| 1959                                                                         | DBR4    | Aston Martin RB6 2.5 L6             | A D  | Carroll Shelby      |     |     | ki  |     | ki  |     | 8   | 10  |     |     |     |     |     |     |     |     |     |     |     |     |     |     | 0        | –        |
| 1960                                                                         | DBR4    | Aston Martin RB6 2.5 L6             | D    |                     | ARG | MON | 500 | NED | BEL | FRA | GBR | POR | ITA | USA |     |     |     |     |     |     |     |     |     |     |     |     | 0        | –        |
| 1960                                                                         | DBR4    | Aston Martin RB6 2.5 L6             | D    | Roy Salvadori       |     | ki  |     | ni  |     |     |     |     |     |     |     |     |     |     |     |     |     |     |     |     |     |     | 0        | –        |
| 1960                                                                         | DBR5    | Aston Martin RB6 2.5 L6             | D    | Roy Salvadori       |     |     |     |     |     |     | ki  |     |     |     |     |     |     |     |     |     |     |     |     |     |     |     | 0        | –        |
| 1960                                                                         | DBR5    | Aston Martin RB6 2.5 L6             | D    | Maurice Trintignant | 3/  | ki  |     | ki  |     | ki  | 11  |     |     | 11  |     |     |     |     |     |     |     |     |     |     |     |     | 0        | –        |
| 1961-től – 2020-ig az Aston Martin nem vett részt csapatként a Formula–1-ben |         |                                     |      |                     |     |     |     |     |     |     |     |     |     |     |     |     |     |     |     |     |     |     |     |     |     |     |          |          |
| 2021                                                                         | AMR21   | Mercedes M12 E Performance 1.6 V6 t | P    |                     | BHR | EMI | POR | ESP | MON | AZE | FRA | STY | AUT | GBR | HUN | BEL | NED | ITA | RUS | TUR | USA | MEX | BRA | QAT | SAU | UAE | 77       | 7.       |
| 2021                                                                         | AMR21   | Mercedes M12 E Performance 1.6 V6 t | P    | Sebastian Vettel    | 15  | 15† | 13  | 13  | 5   | 2   | 9   | 12  | 17† | ki  | kiz | 5   | 13  | 12  | 12  | 18  | 10  | 11  | 7   | 10  | ki  | 11  | 77       | 7.       |
| 2021                                                                         | AMR21   | Mercedes M12 E Performance 1.6 V6 t | P    | Lance Stroll        | 8   | 10  | 11  | 14  | 8   | ki  | 10  | 8   | 13  | 8   | ki  | 20  | 12  | 7   | 11  | 9   | 12  | 14  | ki  | 6   | 11  | 13  | 77       | 7.       |
| 2022                                                                         | AMR22   | Mercedes M13 E Performance 1.6 V6 t | P    |                     | BHR | SAU | AUS | EMI | MIA | ESP | MON | AZE | CAN | GBR | AUT | FRA | HUN | BEL | NED | ITA | SIN | JPN | USA | MEX | BRA | UAE | 55       | 7.       |
| 2022                                                                         | AMR22   | Mercedes M13 E Performance 1.6 V6 t | P    | Sebastian Vettel    | vi  |     | ki  | 8   | 17† | 11  | 10  | 6   | 12  | 9   | 17  | 11  | 10  | 8   | 14  | ki  | 8   | 6   | 7   | 14  | 11  | 10  | 55       | 7.       |
| 2022                                                                         | AMR22   | Mercedes M13 E Performance 1.6 V6 t | P    | Lance Stroll        | 12  | 13  | 12  | 10  | 10  | 15  | 14  | 16† | 10  | 11  | 13  | 10  | 11  | 11  | 10  | ki  | 6   | 12  | ki  | 15  | 10  | 8   | 55       | 7.       |
| 2022                                                                         | AMR22   | Mercedes M13 E Performance 1.6 V6 t | P    | Nico Hülkenberg     | 17  | 12  |     |     |     |     |     |     |     |     |     |     |     |     |     |     |     |     |     |     |     |     | 55       | 7.       |
| 2023                                                                         | AMR23   | Mercedes M14 E Performance 1.6 V6 t | P    |                     | BHR | SAU | AUS | AZE | MIA | MON | ESP | CAN | AUT | GBR | HUN | BEL | NED | ITA | SIN | JPN | QAT | USA | MEX | BRA | LVS | UAE | 280      | 5.       |
| 2023                                                                         | AMR23   | Mercedes M14 E Performance 1.6 V6 t | P    | Fernando Alonso     | 3   | 3   | 3   | 4   | 3   | 2   | 7   | 2   | 5   | 7   | 9   | 5   | 2   | 9   | 15  | 8   | 6   | ki  | ki  | 3   | 9   | 7   | 280      | 5.       |
| 2023                                                                         | AMR23   | Mercedes M14 E Performance 1.6 V6 t | P    | Lance Stroll        | 6   | ki  | 4   | 7   | 12  | ki  | 6   | 9   | 9   | 14  | 10  | 9   | 11  | 16  | ni  | ki  | 11  | 7   | 17† | 5   | 5   | 10  | 280      | 5.       |
| Forrás(ok):                                                                  |         |                                     |      |                     |     |     |     |     |     |     |     |     |     |     |     |     |     |     |     |     |     |     |     |     |     |     |          |          |

/ : A helyezését megosztva érte el, ezért nem kapott pontot.

## Utánpótlás program
2022 szeptemberében az Aston Martin bejelentette, hogy a 2023-as szezontól saját junior versenyzői akadémiát hoztak létre, hogy új tehetségeket keressenek a csapatban, és a 2022-es Forma–2-es világbajnok, Felipe Drugovich lesz az AMF1 Pilótafejlesztési Program első tagja.

### Jelenlegi versenyzők
| Versenyző        | Év(ek) | Jelenlegi sorozat       |
| ---------------- | ------ | ----------------------- |
| Felipe Drugovich | 2022–  | Formula–1 (tesztpilóta) |
| Jak Crawford     | 2024–  | Formula–2               |
| Mari Boya        | 2025–  | Formula–3               |

## Közösségi platformok
- Aston Martin F1 a Facebookon
- Aston Martin F1 a Twitteren
- Aston Martin F1 az Instagramon

## Fordítás
Ez a szócikk részben vagy egészben  az   Aston Martin in Formula One című angol Wikipédia-szócikk fordításán alapul.  Az eredeti cikk szerkesztőit annak laptörténete sorolja fel. Ez a jelzés csupán a megfogalmazás eredetét és a szerzői jogokat jelzi, nem szolgál a cikkben szereplő információk forrásmegjelöléseként.